# Albert Wynn

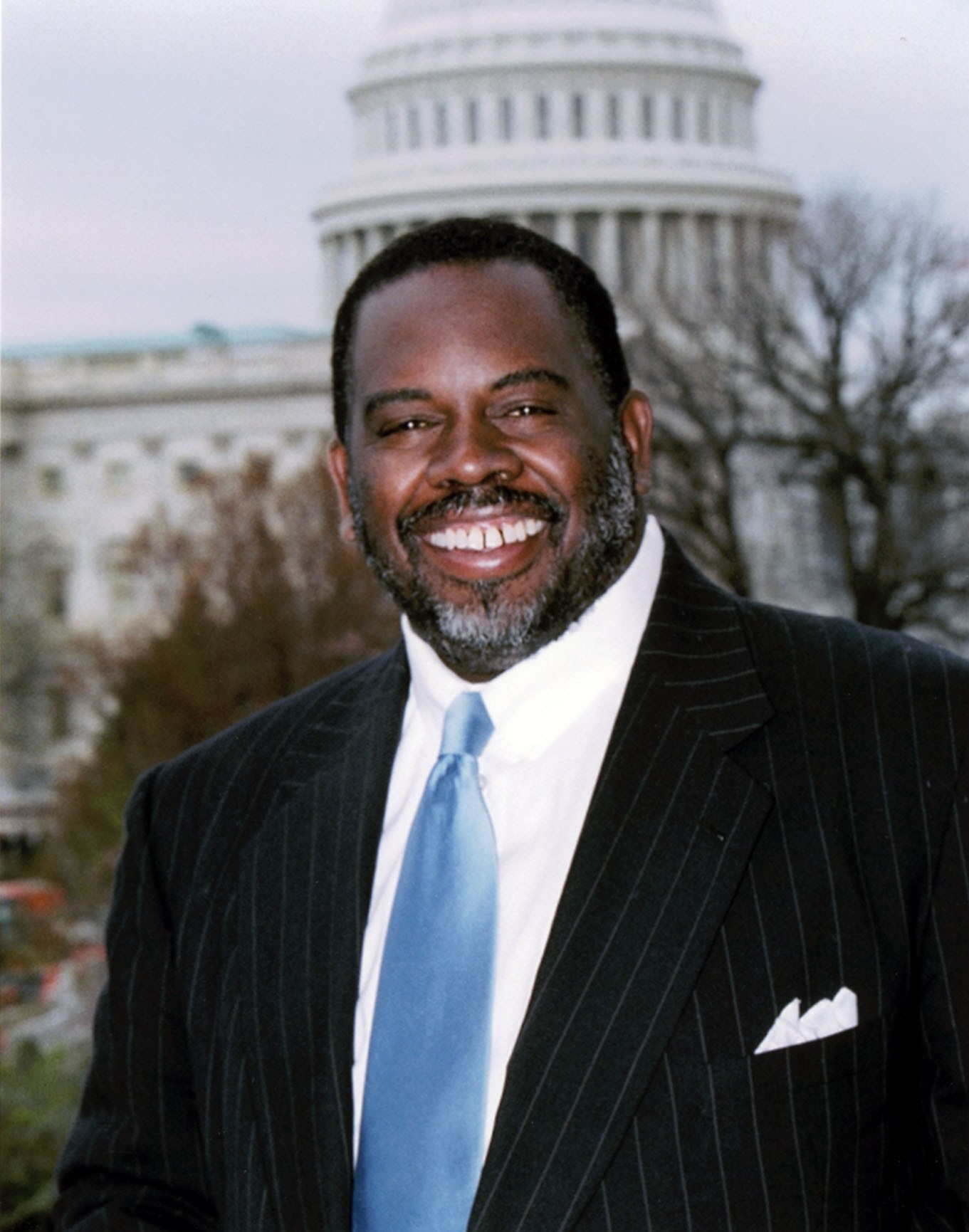
Albert Wynn

Albert Russell Wynn, född 10 september 1951 i Philadelphia, Pennsylvania, är en amerikansk demokratisk politiker. Han representerade delstaten Marylands fjärde distrikt i USA:s representanthus 1993-2008.
Wynn avlade 1973 grundexamen vid University of Pittsburgh. Han studerade sedan vidare vid Howard University och avlade 1977 juristexamen vid Georgetown University.
Wynn blev 1992 invald i USA:s representanthus. Han omvaldes sju gånger, den sista gången i kongressvalet i USA 2006. Donna Edwards, som knappt förlorade i primärvalet 2006 mot Wynn, besegrade honom i primärvalet 2008. Wynn avgick sedan som kongressledamot den 31 maj 2008. 